# Cylloceria ussuriensis
Cylloceria ussuriensis là một loài tò vò trong họ Ichneumonidae.